# Milos Bicanski
Milos Bicanski ist ein griechischer Pressefotograf. Er fotografiert u. a. für die internationale Agentur Getty Images.
Bicanski lebt in Athen und arbeitet zu unterschiedlichen Themen. Ab 2009 dokumentierte er den zunehmenden Verfall der griechischen Gesellschaft und Flüchtlinge auf dem Weg nach Europa.
In Deutschland verwendete 2016 der AfD-Kreisverband Stade ein von Bicanski 2009 aufgenommenes Bild und verfälschte es. Auf einem Flyer zur inneren Sicherheit im Landkreis Stade stand „Rechtsstaat am Boden“. Belegt war die Aussage mit einem Foto, auf dem ein Aktivist auf einen Polizisten einprügelt. Die AfD veröffentlichte das Foto ohne jeden Quellenhinweis. Auf dem Rücken des Schlägers ist das Logo der „Antifaschistischen Aktion“ zu sehen.
Tatsächlich wurde das Foto von Bicanski bei Krawallen im Jahr 2009 in Griechenland aufgenommen und in der britischen Zeitung „The Guardian“ veröffentlicht. Das Antifa-Logo wurde in das Bild montiert. Milos Bicanski sagte, dass die AfD bei ihm nicht angefragt habe und damit keine Veröffentlichungsrechte habe. Durch die Montage handelte es sich neben einer Urheberrechtsverletzung auch um eine Fälschung. Der Urheber Lars Seemann von der AfD aus Apensen sprach von „einem stark verfremdeten Symbolfoto“ und meinte, die Bearbeitung sei rechtens gewesen.

## Leben
Milos Bicanski ist ein in Athen, Griechenland, ansässiger Fotograf, der sich auf Nachrichten-, Konflikt- und Sozialfotografie auf dem Balkan konzentriert hat. Bicanski wurde in Belgrad, Serbien, geboren und begann seine Karriere und berichtete über die turbulenten Ereignisse rund um den Zusammenbruch Jugoslawiens für serbische Zeitschriften und Zeitungen. Als Mitwirkender der European Press Photo Agency in den späten 1990er Jahren und Getty Images heute.

## Auszeichnungen
Milos Bicanski wurde mit einer Reihe internationaler Fotografiepreise ausgezeichnet.
- 15. China International Photographic Art Exhibition silver award 2013
- The8th DAYS JAPAN International Photojournalism Awards 2012 Special Prize
- Vilnius Photo Circle Festival Finalist 2012
- Silbermedaille bei der International Photo Biennale Tashkentale 2010
- Documentary Award, 2009, Humanity Photo Awards hosted by UNESCO and the China Folklore Photographic Association (CFPA)